# Marie Elizabeth Zakrzewska
Marie Elizabeth Zakrzewska (Berlín, 6 de septiembre de 1829-Boston, 12 de mayo de 1902) fue una médica polaca, pionera en el ejercicio de la medicina profesional en Estados Unidos.

Nacida en Berlín, mostró un gran interés en la medicina, después de ayudar a su madre, que era comadrona. Muy conocida por el establecimiento del Hospital Materno-Infantil de Nueva Inglaterra, abrió las puertas a muchas mujeres interesadas en el campo de la medicina y les proporcionó oportunidades prácticas de aprendizaje. Dentro de este Hospital, estableció la primera escuela general de formación de enfermeras en Estados Unidos. Su impulso y perseverancia hicieron que la presencia de mujeres en la medicina fuera menos desalentadora. También inició la creación de los primeros jardines de arena para niños en América.

## Primeros años de vida
Durante la partición final de Polonia, Ludwig Martin Zakrzewski y su esposa, Caroline Fredericke Wilhelmina Urban, huyeron a Berlín, Alemania, después de perder gran parte de sus tierras a beneficio de Rusia. Después de asentarse su nueva vida en Alemania, Maria Elizabeth nació el 6 de septiembre de 1829. Ella era la mayor de seis hijos. Marie Zakrzewska era una niña inteligente y sobresalió durante sus estudios en la escuela primaria. Aquí exhibió rasgos que la retrataban como una estudiante excepcional. Sus profesores la aplaudirían por sus grandes éxitos en la escuela. Sin embargo, su padre no planeaba permitirle continuar en la escuela más allá de los años de adquirir habilidades básicas. Zakrzewska dejó la escuela a los trece años.
Después de mudarse a Berlín, Ludwig Zakrzewski trabajó por primera vez como oficial del ejército y como funcionario del gobierno en años posteriores. Cuando perdió su posición en el gobierno, se vio obligado a volver al ejército, conduciendo a su familia a la pobreza. En los años de crisis, la madre de Marie se matriculó en la escuela gubernamental de matronas en Berlín. Una vez que la práctica de su madre tuvo éxito, Marie la acompañó mientras hacía rondas a sus pacientes. Zakrzewski aprendió lecciones novedosas y mantuvo un registro de estas experiencias en su diario. Leyó cualquier libro medicinal que pudiera caer en sus manos. Zakrzewski se interesó cada vez más en el campo de la enfermería y finalmente decidió convertirse en matrona.
Zakrzewska solicitó la admisión en la escuela de matronas del gobierno, el Hospital Real de la Charité de Berlín. Se presentó a los diecinueve años y de nuevo a los veinte, siendo rechazada en ambas ocasiones. Joseph Schmidt, profesor de la escuela, quedó impresionado con su persistencia. También le fascinó ver cómo Zakrzewska trabajaba con su madre. Tras varias solicitudes, Zakrzewska fue admitida en la escuela de matronas cuando  Schmidt le consiguió una plaza. Fue la mujer más joven en asistir a la escuela, lo que la hizo muy visible en el aula. A pesar de los obstáculos que se interpusieron en su camino, superó a sus compañeros de clase y se graduó en 1851. Schmidt quedó tan impresionado por el éxito de Zakrzewska que intentó nombrarla matrona jefe con rango de profesora en la facultad. Ninguna mujer había ocupado nunca este cargo y surgieron debates en torno a dicho nombramiento. Muchos creían que como los hombres la rodearían, se enamoraría, acabando así con su carrera. A pesar de los desafíos, Zakrzewska fue nombrada para el cargo a los veintidós años. Fue responsable de más de doscientos alumnos, hombres incluidos. El mentor de Zakrzewska murió sólo unas horas después de que ella asumiera el cargo. Sin el apoyo de Schmidt en su papel de matrona jefe, las protestas provocaron su despido anticipado tras sólo seis meses en el puesto.

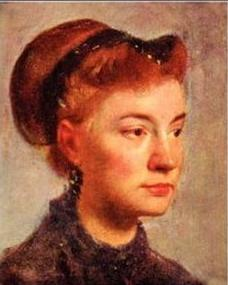
Pintura de Marie E. Zakrzewska

## Traslado a Estados Unidos
Tras su renuncia al cargo de matrona jefe en el Hospital Real de la Charité de Berlín y tras estudiar medicina allí. Zakrzewska partió para iniciar una nueva vida en América con su hermana, Anna Zakrzewska. Marie anhelaba encontrar amplias oportunidades para ejercer la medicina como mujer en América. En 1853, Marie y su hermana llegaron a Nueva York. Tras ponerse en contacto con un médico amigo de la familia se dio cuenta de que las mujeres médicas se enfrentaban a considerables desventajas en Estados Unidos. A Marie le resultaba muy difícil encontrar un trabajo como asistente de un médico varón, y menos aún establecer su propia consulta. Los fondos de las hermanas Zakrzewska disminuían y, para sobrevivir, se conformaron con coser materiales de estambre bordados. Vendían estos materiales en el mercado y ganaban hasta un dólar al día.
Aunque su negocio prosperaba, Zakrzewska no podía dejar de desear una vida ejerciendo la medicina. Un año después de llegar a Nueva York, visitó el Home for the Friendless, conocido por su apoyo a los inmigrantes. Allí conoció a Elizabeth Blackwell, la primera mujer de Estados Unidos que se licenció en medicina en una universidad creada exclusivamente para hombres. A Zakrzewska le entusiasmó conocer a una compañera con la que compartía la misma pasión por la medicina. Tras su encuentro, Zakrzewska fue invitada a unirse al personal del dispensario de Blackwell.
Blackwell organizó el ingreso de Zakrzewska en el programa de medicina de la Western Reserve University, que era el único que aceptaba mujeres. Con su aceptación, se comprometió a aprender suficiente inglés. Cuando planeaba trasladarse al oeste para asistir al programa, se encontró con más obstáculos. Fue una de las únicas cuatro mujeres de los doscientos estudiantes que asistían a la escuela de medicina. Nadie quería compartir un apartamento con una doctora, así que Blackwell organizó un alojamiento temporal en casa de Caroline Severance. Los hombres del campus la recibieron con disgusto y hostilidad. Solicitaron a la institución que se negaran a matricular a las mujeres después del trimestre de invierno. A pesar del accidentado camino, obtuvo su título de médico en marzo de 1856, a la edad de veintisiete años.
Tras licenciarse en medicina, regresó a Nueva York para buscar trabajo. Aunque era difícil encontrar un trabajo como matrona, esperaba que la búsqueda fuera más fácil gracias a su título de médico. Rápidamente descubrió que no era diferente como mujer. Como "doctora", su presencia en público recibió miradas de desprecio y Zakrzewska fue rápidamente condenada al ostracismo por el público. Con el tiempo, Elizabeth Blackwell utilizó el salón trasero de su casa como consultorio médico, donde Zakrzewska colgó su ficha de médico por primera vez. Los tediosos rechazos y los repetidos obstáculos para ejercer la medicina con los que se encontraron Blackwell y Zakrzewska despertaron la idea de crear su propia enfermería para atender las demandas médicas de mujeres y niños. Viajaron juntas y celebraron actos para recaudar fondos para su gran idea. El 1 de mayo de 1857, la New York Infirmary for Women and Children estaba en funcionamiento. En 1859, la New York Infirmary contaba con una sólida base de fondos y un número creciente de pacientes. Un día típico para Zakrzewska comenzaba a las 5:30 de la mañana y no terminaba hasta las 11:30 de la noche.
Zakrzewska viajó a Boston mientras crecía su deseo de un reto mayor. Se enamoró de la ciudad y le ofrecieron un nombramiento como catedrática de Obstetricia y Enfermedades de la Mujer y el Niño, así como dirigir un nuevo programa clínico en el Colegio Médico Femenino de Boston. Zakrzewska descubrió que los habitantes de Boston apoyaban más a una mujer médico que los que encontró en Nueva York. Cuando el fundador de la universidad, Samuel Gregory, insistió en que las mujeres médicas que se graduaran fueran llamadas "doctoras" en lugar de doctores, Zakrzewska renunció a su puesto en 1861.

## The New England Hospital for Women and Children
Al reflexionar sobre los numerosos obstáculos que encontró en su vida, Zakrzewska decidió que quería ayudar de alguna manera a las aspirantes a médico. Creía que las mujeres necesitaban desesperadamente un hospital en el que no se les negaran el acceso a las instalaciones para la instrucción clínica y donde pudieran ejercer la medicina. El New England Hospital for Women and Children abrió sus puertas el 1 de julio de 1862.  Los objetivos de este centro eran proporcionar a las mujeres tratamiento médico por parte de profesionales de su propio sexo, ofrecerles la oportunidad de adquirir experiencia en la aplicación clínica de la medicina y formar a enfermeras. Perseveró en su intención de demostrar que las mujeres eran tan capaces como los hombres de dirigir un hospital y practicar la medicina. 
El New England Hospital no era el único hospital de Boston que ofrecía atención a mujeres y niños. Sin embargo, era el único que ofrecía prácticas clínicas a mujeres médicas. Para Zakrzewska, era una forma de acceder a información y recibir lecciones en el aula. Sin embargo, a muchas mujeres se les negó la oportunidad de ejercer la medicina desde una perspectiva práctica, lo que, para Zakrzewska, es clave para convertirse en un médico extraordinario. También fue el primer hospital de Boston en ofrecer atención ginecológica y obstétrica y el primer hospital de América en ofrecer una escuela de formación general para enfermeras. Ofrecían la mayor parte de sus cuidados a gente con escasos recursos de forma gratuita o a bajo coste aceptando donaciones de sus patrocinadores. 
Su personal aumentó a lo largo de los años e incluyó a médicos notables como Mary Putnam Jacobi, Lucy E. Sewall, Anita Tyng y Henry Ingersoll Bowditch.

## Últimos años
Marie Zakrzewska intentaba ser admitida en una sociedad médica profesional. Uno de los principales objetivos de las mujeres médicas era conseguir la aceptación de sus compañeros y de la sociedad. El ingreso en una sociedad médica era una forma vital de conseguirlo, ya que indicaría su aceptación social entre sus colegas masculinos y, por tanto, el público. Sus compañeros médicos la animaron a presentarse a la Sociedad Médica de Massachusetts. Zakrzewska no tardó en presentar su candidatura. Incluso con los ánimos de sus colegas, no pudo superar a sus oponentes. Fue rechazada de la sociedad médica profesional por su género.
Con la esperanza de abrir las facultades de medicina a las mujeres, Zakrzewska, junto con Emily Blackwell, Lucy Sewell, Helen Morton, Mary Putnam Jacobi y muchas otras mujeres, envió una carta a la Universidad de Harvard. Ofrecieron 50 000 dólares para establecer un programa médico para mujeres. Pero la universidad rechazó esta oferta. Sus esperanzas no se vieron afectadas. La oferta fue aceptada por la Universidad Johns Hopkins, que abrió sus puertas a las mujeres al año siguiente. Después de muchos años de duro ejercicio de la medicina y de establecer una educación médica accesible para las mujeres, Zakrzewska se retiró en 1890. Pasó el resto de su vida asesorando proyectos y arreglando asuntos. En 1899, el edificio principal del hospital pasaría a llamarse "Edificio Zakrzewska". Marie Zakrzewska falleció unos años después, el 12 de mayo de 1902 en Jamaica Plain, Massachusets, supuestamente a causa de un infarto. Durante su servicio, sus colegas y amigos se reunieron para presentar sus respetos, leyendo las cartas de despedida que Zakrzewska había escrito para la ocasión. La casa en la que vivió es uno de los lugares del Boston Women's Heritage Trail. Zakrzewska vivió una vida de éxito, rompiendo las barreras que impedían a las mujeres ejercer la medicina en Estados Unidos, fundó hospitales para mujeres y fue pionera del movimiento que abrió la profesión de enfermería a las mujeres negras, con la primera enfermera negra de Estados Unidos graduándose en la escuela en 1879. Como feminista y abolicionista, entabló amistad con William Lloyd Garrison, Wendell Phillips y Karl Heinzen.

## Papel en el movimiento a favor del parque infantil
Marie Elizabeth Zakrzewska introdujo en América la idea alemana de construir jardines de arena para niños, comenzando en la ciudad de Boston. Se inspiró en los jardines de arena alemanes que observó durante su visita a Berlín en el verano de 1885.